# Herbert Wiesner

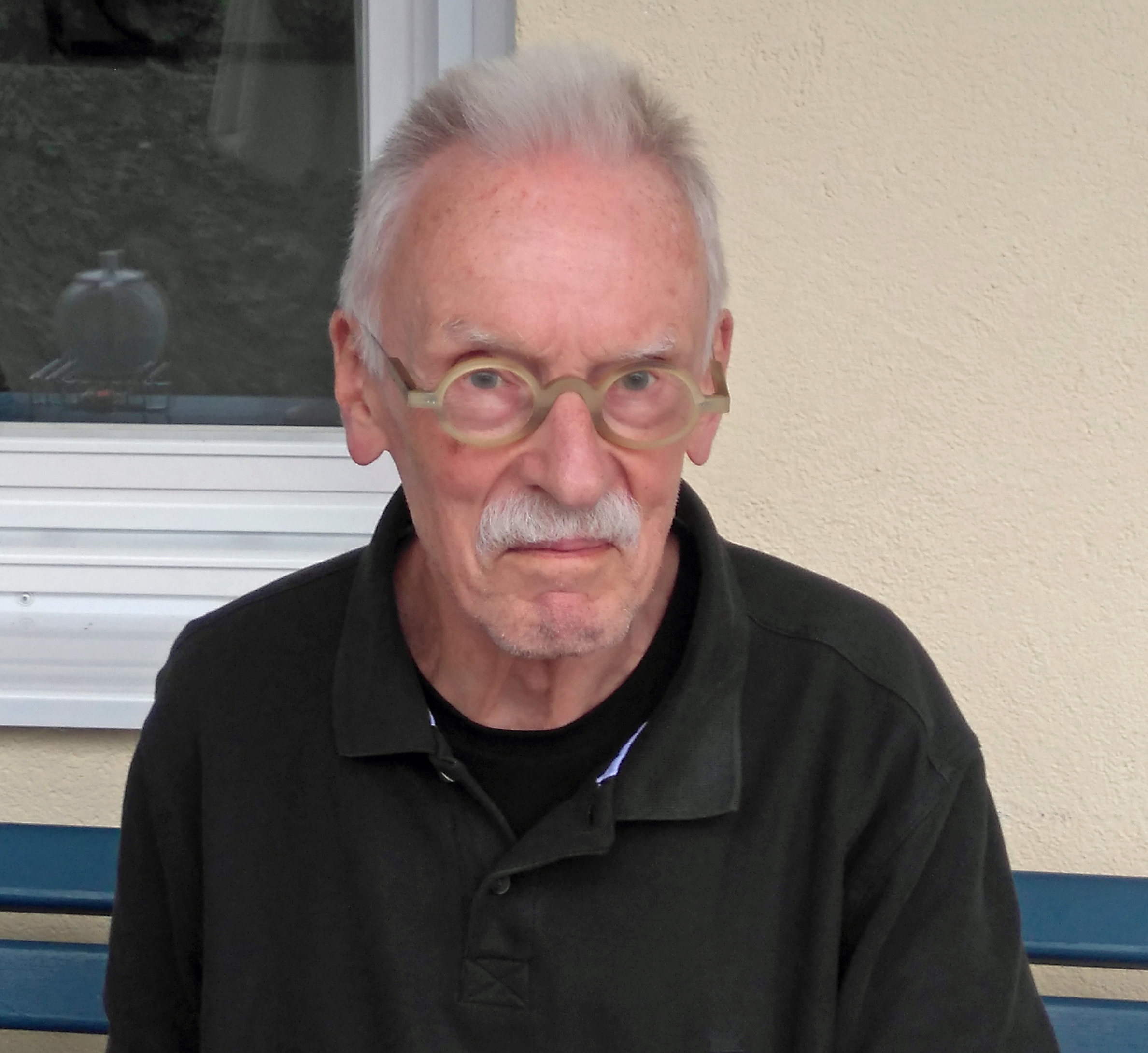
Herbert Wiesner (2020)

Herbert Wiesner (* 19. März 1937 in Marsberg) ist ein deutscher Kulturmanager, Literaturwissenschaftler und Literaturkritiker. Er war Begründer und von 1986 bis 2003 erster Leiter des Literaturhauses Berlin. 

## Leben
Wiesner wuchs in Düsseldorf auf. Er studierte an der Ludwig-Maximilians-Universität München zunächst Medizin, dann Germanistik, Romanistik und Kunstwissenschaft und war anschließend von 1964 bis 1971 als Assistent mit Lehrauftrag tätig. Er machte sich als Literaturkritiker, seit 1970 für die Süddeutsche Zeitung (u. a. mit einem Nachruf für Nelly Sachs) und seit 1999 für Die Welt, als Autor literarischer TV-Dokumentationen sowie als Herausgeber des Lexikons der deutschsprachigen Gegenwartsliteratur einen Namen. Von 1980 bis 1986 war er leitender Redakteur und Mitherausgeber des Rezensionsorgans „Lesezeichen“.
Als erster Leiter des neugegründeten Literaturhauses Berlin eröffnete er am 26. Juni 1986 das Haus und prägte es in den folgenden Jahrzehnten maßgeblich. Bis zur Übergabe an seinen Nachfolger Ernest Wichner im Jahr 2003 setzte er zahlreiche Projekte um, veranstaltete Ausstellungen und wirkte an Publikationen mit. 2005 wurde er mit dem Bundesverdienstkreuz ausgezeichnet.
In seinen literaturwissenschaftlichen Arbeiten beschäftigt sich Wiesner u. a. mit dem Exil aus Deutschland und der Inneren Emigration, mit Literaturkritik in der DDR und der Lexikografie.
Ab 1996 war Herbert Wiesner Beisitzer im Präsidium des westdeutschen P.E.N., ab 1998 im PEN-Zentrum Deutschland. Von 2009 bis 2013 war er als Generalsekretär für letzteres tätig. Als es innerhalb des Zentrums 2022 zum öffentlichen Zerwürfnis kam, gehörte Wiesner in der Folge zu den Gründern der neuen Organisation PEN Berlin.
Herbert Wiesner lebt mit seiner Frau Ursula Krechel in Berlin.

## Bibliografie
- Bibliographie der Personalbibliographien zur deutschen Gegenwartsliteratur. Mit Irena Živsa, Christoph Stoll. Nymphenburger Verlagsbuchhandlung, München 1970.
- Lexikon der deutschsprachigen Gegenwartsliteratur. Begründet Hermann Kunisch, fortgeführt von Herbert Wiesner. Nymphenburger Verlagsbuchhandlung, München 1981. ISBN 9783485035446.
- Anthropophagen im Abendwind. 4 Theatertexte nach Johann Nepomuk Nestroys "Häuptling Abendwind oder das greuliche Festmahl". Hrsg., Literaturhaus Berlin, Berlin 1988, ISBN 978-3-926433-01-5.
- Tribunal im Askanischen Hof. Drei Theaterstücke von Ursula Krechel, Karin Reschke und Gisela von Wysocki nach einem fiktiven Text von Jorge Semprun und einem Brief Franz Kafkas. Hrsg., Literaturhaus Berlin, Berlin 1989, ISBN 978-3-926433-02-2.
- Dr. Walter Serner: 1889 - 1942. Ausstellungsbuch. Hrsg. mit Ernest Wichner. Literaturhaus Berlin, Berlin 1989, ISBN 3-926433-05-5.
- Industriegebiet der Intelligenz. Literatur im Neuen Berliner Westen der 20er und 30er Jahre. Ausstellungsbuch. Hrsg. mit Ernest Wichner. Literaturhaus Berlin, Berlin 1990, ISBN 3-926433-04-3.
- Zensur in der DDR: Geschichte, Praxis und "Ästhetik" der Behinderung von Literatur. Ausstellungsbuch. Hrsg. mit Ernest Wichner. Literaturhaus Berlin, Berlin 1991, ISBN 9783926433077.
- In der Sprache der Mörder: Ausstellungsbuch. Hrsg. mit Ernest Wichner. Literaturhaus Berlin, Berlin 1993, ISBN 9783926433084.
- Prager deutsche Literatur vom Expressionismus bis zu Exil und Verfolgung: Ausstellungsbuch. Hrsg. mit Ernest Wichner. Literaturhaus Berlin, Berlin 1995, ISBN 9783926433107.
- Franz Hessel : nur was uns anschaut, sehen wir ; Ausstellungsbuch. Hrsg. mit Ernest Wichner. Literaturhaus Berlin, Berlin 1998, ISBN 9783926433183.
- 1929 - ein Jahr im Fokus der Zeit. Ausstellungsbuch. Hrsg. mit Ernest Wichner. Literaturhaus Berlin, Berlin 2001, ISBN 978-3-926433-27-5.
- Nachmittag der Dichter: 72. Internationaler PEN Kongress 22. bis 28. Mai 2006 in Berlin = The afternoon of poets = L' aprés-midi des poétes. Hrsg. mit PEN Zentrum. PEN Zentrum, Berlin 2006.
- Widerstand des Textes: politisch-ästhetische Ortsbestimmungen. Hrsg. mit Wilfried F. Schoeller. Matthes & Seitz, Berlin 2009, ISBN 9783882216837.
- Geschrieben gegen alle Verbote: writers in prison - writers in exile. (Ausstellungskatalog). Hrsg. mit Kollegen. PEN Zentrum, Darmstadt 2013.

## Filme
- Ich bin eine erstklassige Schriftstellerin zweiter Güte, TV-Dokumentarfilm, Bundesrepublik Deutschland 1987 (Regie mit Ursula Krechel).[8]